# 2016-os FIFA-klubvilágbajnokság
A 2016-os FIFA-klubvilágbajnokság a klubvilágbajnokság 13. kiírása. A tornát december 8. és 16. között rendezték Japánban, amelyet a FIFA 2015 áprilisában jelentett be. Az eseményen 7 klub vesz részt hat konföderáció képviseletében. A tornát a Real Madrid nyerte.

## Részt vevő csapatok
| Csapat                       | Konföderáció | Kvalifikáció módja                               | Részvételek száma |
| ---------------------------- | ------------ | ------------------------------------------------ | ----------------- |
| Az elődöntőben csatlakozik   |              |                                                  |                   |
| Real Madrid                  | UEFA         | A 2015–2016-os UEFA-bajnokok ligája győztese     | 3                 |
| Atlético Nacional            | CONMEBOL     | A 2016-os Copa Libertadores győztese             | 1                 |
| A negyeddöntőben csatlakozik |              |                                                  |                   |
| Club América                 | CONCACAF     | A 2015–2016-os CONCACAF-bajnokok ligája győztese | 3                 |
| Jeonbuk Hyundai Motors       | AFC          | A 2016-os AFC-bajnokok ligája győztese           | 2                 |
| Mamelodi Sundowns FC         | CAF          | A 2016-os CAF-bajnokok ligája győztese           | 1                 |
| A selejtezőben csatlakozik   |              |                                                  |                   |
| Auckland City                | OFC          | A 2015–2016-os OFC-bajnokok ligája győztese      | 8                 |
| Kasima Antlers               | Házigazda    | A rendező ország 2016-os bajnokságának győztese  | 1                 |

## Helyszínek
2016. június 9-én a Városi Stadion és a Nemzetközi Stadion lett kijelölve a torna két helyszínéül.
| Oszaka                   | Jokohama                 |
| ------------------------ | ------------------------ |
| Városi Stadion           | Nemzetközi Stadion       |
| Befogadóképesség: 39 694 | Befogadóképesség: 72 327 |
|                          |                          |

## Játékvezetők
A kijelölt játékvezetők névsora: Kassai Viktor, Ring György és Tóth Vencel révén először kapott szerepet a tornán magyar játékvezetői hármas.
| Konfőderáció | Játékvezető     | Asszisztensek                                      | Videóbíróért felelős asszisztens |
| ------------ | --------------- | -------------------------------------------------- | -------------------------------- |
| AFC          | Naváf Sukralláh | Yaser Khalil Abdulla Tulefat Ebrahim Mubarak Saleh | Ravshan Ermatov                  |
| CAF          | Janny Sikazwe   | Jerson Emiliano dos Santos Berhe Tesfagiorghis     | Bakary Gassama                   |
| CONCACAF     | Roberto García  | José Luis Camargo Alberto Morín                    | Mark Geiger                      |
| CONMEBOL     | Enrique Cáceres | Eduardo Cardozo Juan Zorrilla                      | Andrés Cunha                     |
| OFC          | Kader Zitouni   | Philippe Revel                                     | Nick Waldron                     |
| UEFA         | Kassai Viktor   | Ring György Tóth Vencel                            | Damir Skomina                    |

## Keretek
Minden részt vevő klubnak 23 fős keretet kellett nevezni a tornára, ezekből három játékosnak kapusnak kell lennie. Cserére sérülés esetén az adott klub első mérkőzését megelőző 24 órában van lehetőség. A hivatalos kereteket (kivéve a később megnevezett házigazda esetében) 2016. december 1-ig kellett leadni.

## Lebonyolítás
A mérkőzések menetrendjét 2016. július 15-én határozták meg. A FIFA svájci székházában, Zürichben úgy döntöttek, 2016. szeptember 21-én, hogy előre meghatározzák, ( a csapatok és konföderációik erőssége alapján) hogy melyik három klub kezd a negyeddöntőben és melyik klubnak kell selejteznie az odajutásért a házigazda Kasima Antlers csapatával. A Real Madrid és az Atlético Nacional kiemeltként az elődöntőben kezd.
Ha egy mérkőzés a rendes játékidőben döntetlenre végződik, akkor:
- Kétszer tizenöt perces hosszabbítás, majd ha akkor sincs döntés, tizenegyes-párbaj dönt a csapatok közt.
- Az 5. helyért játszandó helyosztón és a bronzmérkőzésen nincs hosszabbítás, egyből tizenegyesekkel döntik el a győztes kilétét.

2016. március 18-án arról is döntés született, hogy kísérleti jelleggel a hosszabbításban negyedik csere lehetőségét is biztosítják a csapatoknak.

### Ágrajz
|  |                        |                        |                        |                         |                         |                         |                       |                       |                       |                |                   |                   |           |  |  |                         |                         |                         |
|  | Selejtező              | Selejtező              | Selejtező              |                         |                         | Negyeddöntők            | Negyeddöntők          | Negyeddöntők          |                       |                | Elődöntők         | Elődöntők         | Elődöntők |  |  | Döntő                   | Döntő                   | Döntő                   |
|  | Selejtező              | Selejtező              | Selejtező              |                         |                         | Negyeddöntők            | Negyeddöntők          | Negyeddöntők          |                       |                | Elődöntők         | Elődöntők         | Elődöntők |  |  | Döntő                   | Döntő                   | Döntő                   |
|  | december 8. – Jokohama | december 8. – Jokohama | december 8. – Jokohama | december 11. – Oszaka   | december 11. – Oszaka   | december 11. – Oszaka   | december 14. – Oszaka | december 14. – Oszaka | december 14. – Oszaka |                |                   |                   |           |  |  |                         |                         |                         |
|  | december 8. – Jokohama | december 8. – Jokohama | december 8. – Jokohama | december 11. – Oszaka   | december 11. – Oszaka   | december 11. – Oszaka   | december 14. – Oszaka | december 14. – Oszaka | december 14. – Oszaka |                |                   |                   |           |  |  |                         |                         |                         |
|  | Kasima Antlers         | Kasima Antlers         | 2                      | Kasima Antlers          | Kasima Antlers          | 2                       | Kasima Antlers        | Kasima Antlers        | 3                     |                |                   |                   |           |  |  |                         |                         |                         |
|  | Kasima Antlers         | Kasima Antlers         | 2                      | Kasima Antlers          | Kasima Antlers          | 2                       | Kasima Antlers        | Kasima Antlers        | 3                     |                |                   |                   |           |  |  |                         |                         |                         |
|  | Auckland City          | Auckland City          | 1                      |                         |                         | Mamelodi Sundowns       | Mamelodi Sundowns     | 0                     |                       |                | Atlético Nacional | Atlético Nacional | 0         |  |  | december 18. – Jokohama | december 18. – Jokohama | december 18. – Jokohama |
|  | Auckland City          | Auckland City          | 1                      |                         |                         | Mamelodi Sundowns       | Mamelodi Sundowns     | 0                     |                       |                | Atlético Nacional | Atlético Nacional | 0         |  |  | december 18. – Jokohama | december 18. – Jokohama | december 18. – Jokohama |
|  |                        |                        |                        |                         |                         |                         |                       |                       |                       | Kasima Antlers | Kasima Antlers    | 2                 |           |  |  |                         |                         |                         |
|  |                        |                        |                        |                         |                         |                         |                       |                       |                       | Kasima Antlers | Kasima Antlers    | 2                 |           |  |  |                         |                         |                         |
|  | december 11. – Oszaka  | december 11. – Oszaka  | december 11. – Oszaka  | december 15. – Jokohama | december 15. – Jokohama | december 15. – Jokohama |                       |                       | Real Madrid           | Real Madrid    | 4                 |                   |           |  |  |                         |                         |                         |
|  | december 11. – Oszaka  | december 11. – Oszaka  | december 11. – Oszaka  | december 15. – Jokohama | december 15. – Jokohama | december 15. – Jokohama |                       |                       | Real Madrid           | Real Madrid    | 4                 |                   |           |  |  |                         |                         |                         |
|  | Jeonbuk Hyundai Motors | Jeonbuk Hyundai Motors | 1                      | Club América            | Club América            | 0                       |                       |                       |                       |                |                   |                   |           |  |  |                         |                         |                         |
|  | Jeonbuk Hyundai Motors | Jeonbuk Hyundai Motors | 1                      | Club América            | Club América            | 0                       |                       |                       |                       |                |                   |                   |           |  |  |                         |                         |                         |
|  | Club América           | Club América           | 2                      |                         |                         | Real Madrid             | Real Madrid           | 2                     |                       |                |                   |                   |           |  |  |                         |                         |                         |
|  | Club América           | Club América           | 2                      |                         |                         | Real Madrid             | Real Madrid           | 2                     |                       |                |                   |                   |           |  |  |                         |                         |                         |
|  |                        |                        |                        |                         |                         |                         |                       |                       |                       |                |                   |                   |           |  |  |                         |                         |                         |
|  |                        |                        |                        |                         |                         |                         |                       |                       |                       |                |                   |                   |           |  |  |                         |                         |                         |
|  | Az 5. helyért          | Az 5. helyért          | Az 5. helyért          | Bronzmérkőzés           | Bronzmérkőzés           | Bronzmérkőzés           |                       |                       |                       |                |                   |                   |           |  |  |                         |                         |                         |
|  | Az 5. helyért          | Az 5. helyért          | Az 5. helyért          | Bronzmérkőzés           | Bronzmérkőzés           | Bronzmérkőzés           |                       |                       |                       |                |                   |                   |           |  |  |                         |                         |                         |
|  | december 14. – Oszaka  | december 14. – Oszaka  | december 14. – Oszaka  | december 18. – Jokohama | december 18. – Jokohama | december 18. – Jokohama |                       |                       |                       |                |                   |                   |           |  |  |                         |                         |                         |
|  | december 14. – Oszaka  | december 14. – Oszaka  | december 14. – Oszaka  | december 18. – Jokohama | december 18. – Jokohama | december 18. – Jokohama |                       |                       |                       |                |                   |                   |           |  |  |                         |                         |                         |
|  | Jeonbuk Hyundai Motors | Jeonbuk Hyundai Motors | 4                      | Atlético Nacional       | Atlético Nacional       | 2 (4)                   |                       |                       |                       |                |                   |                   |           |  |  |                         |                         |                         |
|  | Jeonbuk Hyundai Motors | Jeonbuk Hyundai Motors | 4                      | Atlético Nacional       | Atlético Nacional       | 2 (4)                   |                       |                       |                       |                |                   |                   |           |  |  |                         |                         |                         |
|  | Mamelodi Sundowns      | Mamelodi Sundowns      | 1                      | Club América            | Club América            | 2 (3)                   |                       |                       |                       |                |                   |                   |           |  |  |                         |                         |                         |
|  | Mamelodi Sundowns      | Mamelodi Sundowns      | 1                      | Club América            | Club América            | 2 (3)                   |                       |                       |                       |                |                   |                   |           |  |  |                         |                         |                         |

### Selejtező
| 2016. december 8. 11:30 |

| Kasima Antlers            | 2–1               | Auckland City |
| ------------------------- | ----------------- | ------------- |
| Akaszaki 67' Kanazaki 88' | (0–0) Jegyzőkönyv | Kim 50'       |

| Nemzetközi Stadion, Jokohama Nézőszám: 17 667 Játékvezető: Janny Sikazwe (zambiai) |

### Negyeddöntők
| 2016. december 11. 09:30 |

| Jeonbuk Hyundai Motors | 1–2               | Club América   |
| ---------------------- | ----------------- | -------------- |
| Bokyung 23'            | (1–0) Jegyzőkönyv | Romero 58' 74' |

| Városi Stadion, Oszaka Nézőszám: 14 587 Játékvezető: Kassai Viktor (magyar) |

| 2016. december 11. 11:30 |

| Mamelodi Sundowns | 0–2               | Kasima Antlers        |
| ----------------- | ----------------- | --------------------- |
|                   | (0–0) Jegyzőkönyv | Endó 63' Kanazaki 88' |

| Városi Stadion, Oszaka Nézőszám: 21 702 Játékvezető: Roberto García (mexikói) |

### Elődöntők
| 2016. december 14. 11:30 |

| Atlético Nacional | 0–3               | Kasima Antlers                     |
| ----------------- | ----------------- | ---------------------------------- |
|                   | (0–1) Jegyzőkönyv | Doi 33' (bün) Endó 83' Szuzuki 85' |

| Városi Stadion, Oszaka Nézőszám: 15050 Játékvezető: Kassai Viktor (magyar) |

| 2016. december 15. 11:30 |

| Club América | 0–2               | Real Madrid              |
| ------------ | ----------------- | ------------------------ |
|              | (0–1) Jegyzőkönyv | Benzema 45̹̹+2 Ronaldo 93' |

| Nemzetközi Stadion, Jokohama Nézőszám: 50117 Játékvezető: Enrique Cáceres (paraguayi) |

### Az 5. helyért
| 2016. december 14. 09:30 |

| Jeonbuk Hyundai Motors                                  | 4–1               | Mamelodi Sundowns |
| ------------------------------------------------------- | ----------------- | ----------------- |
| Bokyung 18' Jongho 29' Nascimento 41' (Ög) Shinwook 89' | (3–0) Jegyzőkönyv | Tau 48'           |

| Városi Stadion, Oszaka Nézőszám: 5 938 Játékvezető: Naváf Sukralláh (bahreini) |

### Bronzmérkőzés
| 2016. december 18. 08:30 |

| Atlético Nacional                     | 2–2               | Club América                             |
| ------------------------------------- | ----------------- | ---------------------------------------- |
| Samudio 6' (öngól) Guerra 26'         | (1–2) Jegyzőkönyv | Arroyo 38' Peralta 66' (bün)             |
| Büntetőpárbaj                         |                   |                                          |
| Mosquera Nieto Bocanegra Torres Borja | 4–3               | Martínez Samudio Quintero Peralta Arroyo |

| Nemzetközi Stadion, Jokohama Nézőszám: 44 625 Játékvezető: Naváf Sukralláh (bahreini) |

### Döntő
| 2016. december 18. 11:30 |

| Real Madrid                           | 4–2 (h.u)              | Kasima Antlers    |
| ------------------------------------- | ---------------------- | ----------------- |
| Benzema 9' Ronaldo 60' (bün) 98' 104' | (1–1, 2-2) Jegyzőkönyv | Sibaszaki 44' 52' |

| Nemzetközi Stadion, Jokohama Nézőszám: 68 472 Játékvezető: Janny Sikazwe (zambiai) |

| A 2016-os FIFA-klubvilágbajnokság győztese |
| ------------------------------------------ |
| Real Madrid 2. cím                         |

### Díjak
| Aranylabda                      | Ezüstlabda                | Bronzlabda                      |
| ------------------------------- | ------------------------- | ------------------------------- |
| Cristiano Ronaldo (Real Madrid) | Luka Modrić (Real Madrid) | Sibaszaki Gaku (Kasima Antlers) |
| Fair Play-díj                   |                           |                                 |
| Kasima Antlers                  |                           |                                 |

## Végeredmény
| Hely. | Csapat                       | M | Gy | D | V | G+ | G– | Gk | P |
| ----- | ---------------------------- | - | -- | - | - | -- | -- | -- | - |
| 1     | Real Madrid (UEFA)           | 2 | 2  | 0 | 0 | 6  | 2  | +4 | 6 |
| 2     | Kasima Antlers (AFC) (H)     | 4 | 3  | 0 | 1 | 9  | 5  | +4 | 9 |
| 3     | Atlético Nacional (CONMEBOL) | 2 | 0  | 1 | 1 | 2  | 5  | −3 | 1 |
| 4.    | Club América (CONCACAF)      | 3 | 1  | 1 | 1 | 4  | 5  | −1 | 4 |
| 5.    | Jeonbuk Hyundai Motors (AFC) | 2 | 1  | 0 | 1 | 5  | 3  | +2 | 3 |
| 6.    | Mamelodi Sundowns (CAF)      | 2 | 0  | 0 | 2 | 1  | 6  | −5 | 0 |
| 7.    | Auckland City (OFC)          | 1 | 0  | 0 | 1 | 1  | 2  | −1 | 0 |